# Science-Fiction-Jahr 1853
Übersicht

◄◄ | ◄ | 1849 | 1850 | 1851 | 1852 | Science-Fiction-Jahr 1853 | 1854 | 1855 | 1856 | 1857 | ► | ►►

Weitere Ereignisse

## Geboren
- Leopold Heller († 1922)
- Friedrich Jacobsen († 1919)
- Johannes Kaltenboeck († 1927)
- Wendel Kiefer
- Isolde Kurz († 1944)
- Max Wilhelm Meyer († 1910)
- Oskar Panizza († 1921)

## Gestorben
- Eduard Boas (* 1815)